# Немања Ротар
Немања Ротар (Панчево, 21. август 1972)  српски је књижевник. Ротар је романописац, приповедач и есејиста, координатор и један од аутора „Стратегије културног развоја града Панчева од 2010 до 2015. године” (прве овог типа у Србији). Оснивач најважније књижевне манифестације у Панчеву ”Мајски дани књиге у Панчеву”

## Живот и каријера
Немањa Ротар је у родном граду  провео детињство, завршио основно школовање, а потом и средњогодишње у  електротехничкој школи „Никола Тесла”. Потом прелази у Београд у коме је дипломирао на Филолошком факултету Универиитата у Београду на групи Српски језик са јужнословенским језицима.
У Панчеву је до сада обављао следеће дужности:
- од 2002. до 2008. године директора Градске библиотеке Панчево,
- од 2008. до 2010. године  члана Градског већа Панчева задуженог за културу и информисање,
- од 2008. фо  2012. године председник Управног одбора ИП „Мисао“,
- од 2016. до 2020. године  члана Градског већа Панчева задуженог за културу и омладину
- од 2012. до 2016. године директора Културни центар Панчева
- од 2010. до 2015. године координатора и једног од аутора „Стратегије културног развоја града Панчева 2010 - 2015.” , прве такве врсте у нашој земљи, и један од аутора „Акционог плана развоја културе у Панчеву 2015 – 2020“.

Члан је Друштва књижевника Војводине и Мањинског друштва хрватских књижевника.
Живи и ради у Панчеву на пословима маркетинга и ПР-а у Градској библиотеци Панчево.

### Допринос култури Панчева
Као дугогодишњи културни радник у Панчеву, Немања Ротар  је дао значајан допринос  развоју културе овог града:
- као иницијатор и координатор прве страдегије културног развоја једног града у нашој земљи „Стратегије културног развоја града Панчева 2010 - 2015.”
- као иницијатор је и координатор „Стратегије јавног информисања града Панчева“ (2008).
- оснивач градске манифестације „Мајски дани књиге у Панчеву” (2003).
- један од покретача и оснивача часописа „Панчевачко читалиште” сада „Читалиште” (2002).
- Као шеф тима за обнову Преображенске цркве, споменика културе Србије од изузетног значаја у периоду од 2016 - 2020 године.

Аутор је емисије о писцима, књигама и библиотекама „Book box“.

## Признања
Добитник је стипендије Фонда "Борислав Пекић" за синопсис романа "Нeтрпељивост” 2005. године
Добитник је „Златне значке“ Културно-просветне заједнице Србије за предан и континуиран рад на пољу културног развоја Србије 2020.

## Књижевно стваралаштво
Немање Ротар је до сада објавио:
Књиге есеја
- „У вртлогу самоће“(2013), филозофски бедекер кроз таму технократски фрустрираног света и свих духовних ћорсокака савремене цивилизације.
- „Сенке и дим“(2013),
- Књигa критичких текстова „2000 карактера“ (2013)

Романи
- „Буђење змаја“, првенац Немање Ротара (1998)
- „Чувари Балкана“ (2002),
- „Последња ноћ на Леванту“ (2004), Роман о паду Цариграда под Турке 1453. године.
- „Нетрпељивост“ (2006),
- „Дневник људождера“ (2008),
- „Последњи Ромеји ”(2015)
- ”Минотаур” (2022)

Остала издања
- „Почетак сна“, књигa песама (1991),
- „Каталог читалаца“, Збирку прича (1996),
- „Сутрадан после детињства“ (2014), романсирана биографија о његовом ујаку, познатом песнику Мирославу Антићу.
- „Песме за Велике”, прерада антологије песама Мирослава Антића  (2008).